# Lidia Jurkova
Lidia Jurkova, född den 15 januari 1967, är en belarusisk före detta friidrottare som tävlade i häcklöpning. Under början av sin karriär representerade hon Sovjetunionen.
Jurkovas främsta merit är bronset på 100 meter häck vid EM 1990 i Split. Hon deltog vid VM 1995 i Göteborg då hon blev utslagen i semifinalen. Vid inomhus-VM 1991 var hon i final på 60 meter häck och slutade på fjärde plats.

## Personliga rekord
- 60 meter häck - 7,86 från 1990
- 100 meter häck - 12,66 från 1990